# Bříza
Bříza är en ort i Tjeckien.   Den ligger i regionen Ústí nad Labem, i den centrala delen av landet, 30 km norr om huvudstaden Prag. Bříza ligger 233 meter över havet och antalet invånare är 369.
Terrängen runt Bříza är platt.Runt Bříza är det ganska tätbefolkat, med 60 invånare per kvadratkilometer. Närmaste större samhälle är Roudnice nad Labem, 7,9 km norr om Bříza. Trakten runt Bříza består till största delen av jordbruksmark.